# Czarny Dół (dolina)
Czarny Dół (800–820 m n.p.m.) – dolina w południowo-zachodniej Polsce, w Górach Bialskich w Sudetach Wschodnich.
Fragment doliny potoku Czarna u podnóża góry Czarna Kopa.